# RAB5A
RAB5A (англ. RAB5A, member RAS oncogene family) – білок, який кодується однойменним геном, розташованим у людей на короткому плечі 3-ї хромосоми.  Довжина поліпептидного ланцюга білка становить 215 амінокислот, а молекулярна маса — 23 659.
| 10         |  | 20         |  | 30         |  | 40         |  | 50         |
| ---------- |  | ---------- |  | ---------- |  | ---------- |  | ---------- |
| MASRGATRPN |  | GPNTGNKICQ |  | FKLVLLGESA |  | VGKSSLVLRF |  | VKGQFHEFQE |
| STIGAAFLTQ |  | TVCLDDTTVK |  | FEIWDTAGQE |  | RYHSLAPMYY |  | RGAQAAIVVY |
| DITNEESFAR |  | AKNWVKELQR |  | QASPNIVIAL |  | SGNKADLANK |  | RAVDFQEAQS |
| YADDNSLLFM |  | ETSAKTSMNV |  | NEIFMAIAKK |  | LPKNEPQNPG |  | ANSARGRGVD |
| LTEPTQPTRN |  | QCCSN      |  |            |  |            |  |            |

A: Аланін

C: Цистеїн

D: Аспарагінова кислота

E: Глутамінова кислота

F: Фенілаланін

G: Гліцин

H: Гістидин

I: Ізолейцин

K: Лізин

L: Лейцин

M: Метіонін

N: Аспарагін

P: Пролін

Q: Глутамін

R: Аргінін

S: Серин

T: Треонін

V: Валін

W: Триптофан

Задіяний у таких біологічних процесах як транспорт, транспорт білків, ендоцитоз, альтернативний сплайсинг. 
Білок має сайт для зв'язування з нуклеотидами, ГТФ. 
Локалізований у клітинній мембрані, цитоплазмі, мембрані, клітинних відростках, цитоплазматичних везикулах, ендосомах.